# Les Milady's
Les Milady's est le nom d'un groupe de musique yéyé québécois des années 1960. Il est composé de Denise Biron (née en 1947 à Trois-Rivières) et d'Andrée et Hélène Levasseur (nées respectivement en 1945 et 1947 à Shawinigan).

## Discographie
- 1966 : Donne-moi ton amour / Regarde-moi
- 1967 : Sugar town / À cause de toi
- 1967 : Trois petits vagabonds / Avec toi je vivrai ma vie'
- 1967 : Les Milady's
- 1967 : Les anges dans nos campagnes / Jazz Noël
- 1968 : Ce petit air là / Avec tout mon cœur
- 1968 : Guantanamera / Ding dong il est parti
- 1969 : Monsieur Dupont / J'ai besoin de ton amour
- 1969 : Ponnie Ponnie hé / Tu vas trop loin
- 1970 : Chante pour toi / Encore plus près de toi
- 1970 : Toc-toc qui sait

## Source
- Page sur le site « retrojeunesse60.com ».